# Nagashima, Kagoshima
Nagashima (長島町 Nagashima-chō) là thị trấn thuộc huyện Izumi, tỉnh Kagoshima, Nhật Bản. Tính đến ngày 1 tháng 10 năm 2020, dân số ước tính thị trấn là 9.705 người và mật độ dân số là 84 người/km2. Tổng diện tích thị trấn là 116,2 km2.